# 알사다쿠아 왈살람 스타디움
알사다쿠아 왈살람 스타디움(아랍어: ملعب الصداقة والسلام, 영어: Al-Sadaqua Walsalam Stadium)은 쿠웨이트 쿠웨이트시티에 있는 다목적 경기장이다. 현재는 주로 카즈마 SC 축구 경기에 사용된다. 경기장에는 21,500명을 수용할 수 있다. 친선 평화 경기장이라는 의미는 이란-이라크 전쟁이 끝난 후에 1989년 평화와 친선컵의 개최 경기장으로 별칭을 얻게 되었다.